# Nervus vestibulocochlearis

Ausgewählte Strukturen des Mittel- und Innenohrs mit Gehirnnerven VII und VIII.
1 Nervus vestibularis
2 Nervus cochlearis
3 Nervus facialis
4 äußeres Fazialisknie mit Ggl. geniculi
5 Chorda tympani
6 Hörschnecke
7 Bogengänge
8 Hammerstiel
9 Trommelfell
10 Eustachi-Röhre

Der paarige Nervus vestibulocochlearis (von lateinisch vestibulum ‚Vorhof‘ [für das Vestibularorgan] und cochlea ‚Schnecke‘ [für die Hörschnecke]), auch achter Hirnnerv, N. VIII genannt, führt sensorische (speziell somatoafferente) Fasern aus dem Innenohr. Er ist der Hör- und Gleichgewichtsnerv, früher auch als Nervus statoacusticus bezeichnet, und setzt sich aus zwei Teilen zusammen:
- Der Nervus vestibularis (staticus) ist der Gleichgewichtsnerv,
- der Nervus cochlearis (acusticus) der Hörnerv.

Die Nerven leiten die afferente Informationen aus den jeweiligen Rezeptorgebieten im Innenohr zum Gehirn. Darüber hinaus gibt es auch efferente Bahnen, die im Hörnerv die Feineinstellung des Hörsinns ermöglichen.

## Nervus vestibularis
Der Nervus vestibularis (veraltet Nervus staticus) ist der Gleichgewichtsnerv. Die Zellkörper der bipolaren Nervenzellen des Nervs liegen im Ganglion vestibulare (Scarpa-Ganglion). Dieses Ganglion besteht aus zwei abgrenzbaren Unterabteilungen und liegt am Boden des inneren Gehörgangs (Meatus acusticus internus). Die Nervenzellfortsätze (afferent und efferent) ziehen zu den Rezeptorgebieten des Gleichgewichtsteils des Innenohrs. Man unterscheidet dabei mehrere Nervenstränge:
- Nervus utriculoampullaris: zur Macula utriculi sowie Ampulla membranacea anterior und lateralis
- Nervus utricularis: zur Macula utriculi
- Nervus ampullaris anterior: zur Ampulla membranacea anterior
- Nervus ampullaris lateralis: zur Ampulla membranacea lateralis
- Nervus ampullaris posterior: zur Ampulla membranacea posterior
- Nervus saccularis: zur Macula sacculi

Vom Ganglion vestibulare ziehen alle zum Gehirn ziehenden Fasern dieser Nerven als einheitlicher Nervus vestibularis in die Schädelhöhle. Dabei kommt es zu einer Anlagerung der Fasern des Hörnerves, wodurch der Nervus vestibulocochlearis entsteht.
Die Vestibularanteile treten am Trapezkörper (Corpus trapezoideum) in das Rautenhirn ein. Sie enden hauptsächlich in den vier Nuclei vestibulares (Vestibular- oder Gleichgewichtskerne):
- Nucleus vestibularis medialis,
- Nucleus vestibularis lateralis,
- Nucleus vestibularis superior und
- Nucleus vestibularis inferior

Diese Kerne liegen im Hinterhirn, bei einigen Säugetieren auch im Markhirn. Einige Fasern ziehen direkt in das Kleinhirn und in die Formatio reticularis. In den Gleichgewichtskernen erfolgt die erste Umschaltung auf die Zweitneurone, die Verbindungen zu nahezu allen Gehirnabschnitten und zum Rückenmark haben und für eine Kopplung der Gleichgewichtsinformationen mit anderen Körperfunktionen sorgen.

## Nervus cochlearis
Der Nervus cochlearis (seltener Nervus acusticus) ist der Hörnerv. Die Nervenzellkörper der bipolaren Nervenzellen des Hörnervs liegen im Ganglion spirale (Ganglion cochleare). Dieses Ganglion liegt in einem Hohlraum im Zentrum der Schneckenwindungen. Die Fortsätze dieser Nervenzellen  und ziehen an die Haarzellen des Corti-Organs.
Die Axone der Nervenzellen bilden eine Nervenwurzel, die Radix cochlearis, und vereinigen sich zum Nervus cochlearis (acusticus). Dieser lagert sich am inneren Gehörgang dem Gleichgewichtsnerven zum Nervus vestibulocochlearis an. Die Hörfasern enden an den beiden Hörkernen – Nucleus cochlearis ventralis und Nucleus cochlearis dorsalis – im Myelencephalon. Von diesen Hörkernen gibt es zahlreiche Verbindungen zu anderen Hirnabschnitten, die über die Hörbahn bis zur Hörrinde (Heschl’sche Querwindung) im Großhirn gelangen.
Untersuchungsmöglichkeiten zur Funktion des Hörnerves sind der Promontorialtest und die Gehörgangs-Elektrostimulation.